# ガンショアン
ガンショアン（ガンソレン、ガンソーレン、Ganshoren フランス語: [ɡansɔʁən, -ʁɛn]、オランダ語: [ˈɣɑnsˌɦoːrə(n)] ( 音声ファイル)）は、ベルギーのブリュッセル首都圏地域に属する19の基礎自治体の一つ。オランダ語では同じ綴りでハンスホーレンという。2006年1月1日の人口は、20,970人であった。